# Versus the World (album)
Albums de Amon Amarth
The Crusher
(2001) Fate of Norns
(2004)
Versus the World est le quatrième album studio du groupe de Death metal mélodique suédois Amon Amarth, sorti le 18 novembre 2002 par Metal Blade Records. Il est aussi disponible avec Sorrow Throughout the Nine Worlds EP et les 2 démos Thor Arise, The Arrival of the Fimbul Winter et une version allemande de Victorious March renommé Siegreicher Marsch qui était sur Once Sent from the Golden Hall. La chanson Death in Fire a bénéficié d'un clip. Versus the World est le premier album du groupe à contenir des chansons plus "mid tempo" et plus lourd comparé aux anciens albums plus rapide.
Le chanteur du groupe Johan Hegg a dit de l'album : "C'est l'album le plus sombre, lourd et mélancolique que nous ayons fait, et l'atmosphère peut être senti  à travers l'album entier. Je dirais même que c'est le meilleur album que nous ayons fait jusqu’ici et que le concept peut être reconnue dans chaque morceau." ("This is the darkest, heaviest and most melancholic album we've ever done and the atmosphere can be felt through the whole album. I would say it's the most even album we've done so far and that the concept can be recognized in every song.")

## Liste des titres
1. Death in Fire – 4:54
2. For the Stabwounds in Our Backs – 4:56
3. Where Silent Gods Stand Guard – 5:46
4. Versus the World – 5:22
5. Across the Rainbow Bridge – 4:51
6. Down the Slopes of Death – 4:08
7. Thousand Years of Oppression – 5:42
8. Bloodshed – 5:13
9. ...And Soon the World Will Cease to Be – 6:57

## CD Bonus (Viking Edition)
1. "Siegreicher Marsch" (la chanson est chantée en Allemand et est la traduction de "Victorious March") − 7:54
2. "Sorrow Throughout the Nine Worlds" − 3:53 (remastered)
3. "The Arrival of the Fimbul Winter" − 4:26 (seconde demo)
4. "Burning Creation" − 4:59
5. "The Mighty Doors of the Speargod's Hall" − 5:43
6. "Under the Greyclouded Winter Sky" − 5:36
7. "Burning Creation (demo)" − 4:49
8. "Arrival of the Fimbul Winter (demo)" − 4:38
9. "Without Fear (demo)" − 4:42
10. "Risen from the Sea" − 5:43
11. "Atrocious Humanity" − 5:54
12. "Army of Darkness" − 5:27
13. "Thor Arise" − 6:31 (premiere demo)
14. "Sabbath Bloody Sabbath" (Black Sabbath cover) − 4:22

## Sorties
| Region           | Date       |
| ---------------- | ---------- |
| Europe           | Nov 18, 02 |
| Amérique du Nord | Jan, 03    |

## Formation
- Fredrik Andersson - Batterie
- Olavi Mikkonen - Guitare
- Johan Hegg - Chant
- Johan Söderberg - Guitare
- Ted Lundström - Basse